# Цирулис, Ансис
А́нсис (Ада́мович) Циру́лис (латыш. Ansis Cīrulis; 25 февраля 1883, Майори — 15 сентября 1942, Рига) — латвийский художник и дизайнер, автор государственного флага Латвии, первой почтовой марки Латвии, проекта интерьера зала аккредитации послов в президентском дворце в Риге.

## Биография
Ансис родился в 1883 году в Майори (ныне район Юрмалы), в семье зажиточного ремесленника. В 14 лет он перебрался в Ригу, где начал работать учеником каменщика. Одновременно вечером он учился в ремесленной школе. Кроме того, Ансис посещал немецкую архитектурную школу. Рисованию он учился в рижской студии Юлия Мадерниекса, был одним из первых его учеников и находился под сильным влиянием его творчества.
Продолжил своё обучение А. Цирулис в Санкт-Петербурге в Центральном училище технического рисования барона А. Л. Штиглица (позднее Мухинское училище, ныне Санкт-Петербургская государственная художественно-промышленная академия им. А. Л. Штиглица).
Сильное влияние на творческое мышление Ансиса Цирулиса оказал также художник-график Рихард Зариньш, заинтересовавший его керамикой Екабса Дранда (Jēkabs Dranda). В 1907 году Цирулис проходит обучение в мастерской Дранда и уже летом того же года принимает участие в совместной выставке.
Одно время Ансис работал в мастерской по росписи фарфора торгового дома «Якш и Ко» («J. Jaksch & Co») в Риге.
В 1908 году Ансис вместе с братом Людвигом организовал в Митаве (ныне Елгава) собственную керамическую мастерскую, успешная работа которой позволила художнику проводить зимы в Париже, где он изучал европейское искусство. Там он посещал Школу Лувра и Академию Жулиана (1908—1914).
В 1915 году А. Цирулис вернулся в Ригу.
В 1920 году на персональной выставке в рижском Музее искусств проходила выставка, на которой Ансис Цирулис выставил 226 своих работ, не считая керамики.
В 1931 году из-за кризиса, охватившего Латвию, в мастерской Цирулиса начались трудности с материалами для исполнения заказов. В этот период он зарабатывал на жизнь преподаванием. Вместе с учениками ходил в музей, изучать латышский орнамент в отделе этнографии.
В 1938 году Ансис Цирулис представлял Латвию на международной выставке в Берлине, где экспонировалась его работа — интерьер гостиной, мебельный гарнитур и ковёр в национальном стиле.
Умер Ансис Цирулис 15 сентября 1942 года в Риге. Причиной его смерти стала уремия.
Похоронен в Риге на Лесном кладбище.

## Творческая деятельность

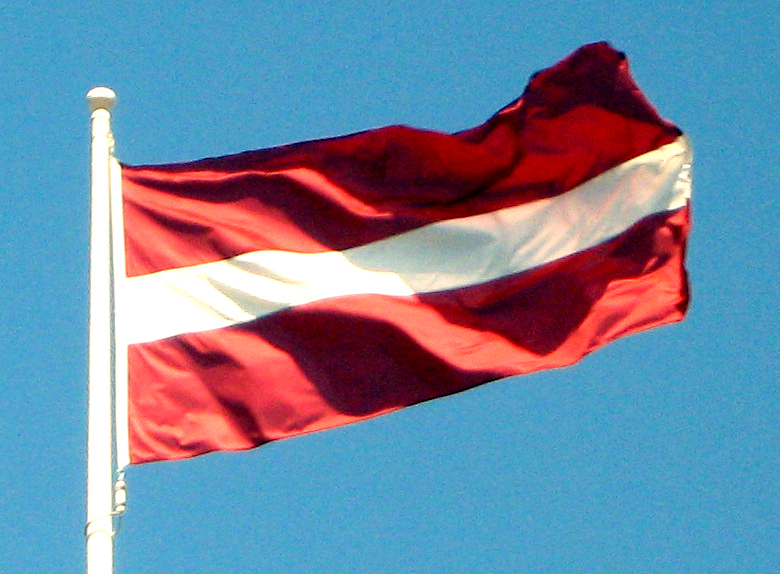
Государственный Флаг Латвии создан по проекту Ансиса Цирулиса

Ансис Цирулис работал в различных сферах прикладного искусства. Его творческое наследие включает керамику, художественный текстиль, декоративные предметы из дерева и металла. Художник разработал свыше 30 проектов интерьеров общественных и жилых зданий. Цирулис работал и в прикладной графике — рисовал тушью, создавал плакаты, шапки газет, виньетки, экслибрисы, открытки. Он является автором первой почтовой марки Латвии, государственного флага Латвии, эскизов латвийских денег, знамени и нагрудных знаков латышского стрелкового батальона.
Живя в Париже Цирулис в 1914 году написал одну из своих первых картин «Сын Божий, дочери Солнца» в стиле, близком к французскому символизму. По возвращении в Ригу, художник продолжил свои занятия живописью, рисуя обнажённую натуру.

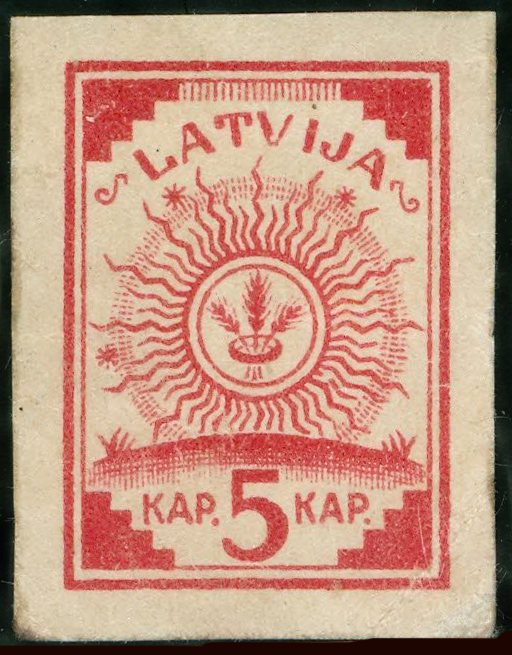
Первая почтовая марка Латвии (1918). Автор эскиза — А. Цирулис

Во время первой мировой войны Цирулис создаёт ряд акварелей с реалистичными сценами на военную тематику: раненые, беженцы, солдаты на отдыхе. В это же время он создаёт эскизы нагрудных знаков для офицеров и рядовых латышского стрелкового батальона. В них впервые появляется мотив солнышка — символа латышской богини Лаймы, ставший позднее излюбленным у художника. Он использует его в эскизах ковров, экслибрисе, первой почтовой марке, декоре мебели, настенных резных тарелках.
В мае 1917 года Ансис Цирулис разработал дизайн государственного флага Латвии. Первоначально красно-бело-красный флаг был задуман им как знамя латышского стрелкового батальона. Позднее художник вернулся к геральдике. 19 мая 1923 года на первом заседании Геральдического комитета Латвии на утверждение были представлены 23 рисунка городских гербов, автором которых был Ансис Цирулис. Он создал эти проекты ещё до основания самой комиссии. Они были весьма своеобразны: заключённые в шестиугольные щиты, выполненные в современной технике с ярко выраженными национальными мотивами, однако мало соответствовали правилам геральдики, поэтому комиссия посчитала эти рисунки неприемлемыми на тот момент.

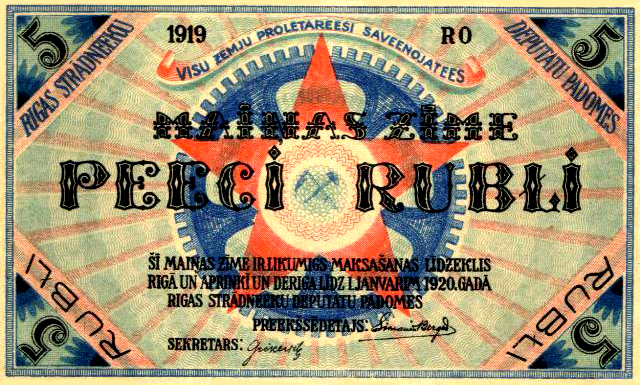
Денежный знак Латвийской ССР, созданный по эскизу Ансиса Цирулиса в 1919 году

Ансис Цирулис был автором первой почтовой марки независимой Латвии, вышедшей в 1918 году. На миниатюре было изображено три колоса в кольце, на фоне восходящего солнца и три звезды, символизирующие три провинции Латвии: Курземе, Видземе и Латгалию.
В 1919 году А. Цирулис создал банкноту Латвийской Советской Республики номиналом в три рубля. Он также разработал эскиз флага Рижского Совета рабочих депутатов, который вышивала жена брата Паулина. Его руке принадлежат также проекты банкнот в пять рублей, 50 латов и эстонских крон.
После войны художник пробует себя в различных видах искусства. Он акцентирует внимание на живописи, как монументальной, так и станковой, однако гораздо большее признание получают его проекты интерьеров.
В 1923 году Ансис Цирулис выиграл конкурс на лучший проект по оформлению представительских помещений в Рижском замке в национальном стиле. В течение шести лет художник выполнял свою самую масштабную работу — потолочную декоративную фреску с изображением латышских национальных мифологических персонажей — Лаймой, Марой, Янисом и Пяркунасом.
По эскизам Ансиса Цирулиса в 1926—1927 годах был создан весь интерьер зала, изготовлены мебель, ковры, шторы, светильники. Ныне зал аккредитации послов — единственное помещение Рижского замка, где полностью сохранилось оформление, выполненное Цирулисом. Дизайн зала специалисты называют латышским вариантом стиля ар-деко.

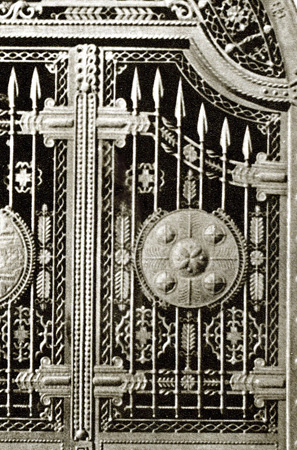
Ворота рижского замка (фрагмент). По эскизу Ансиса Цирулиса
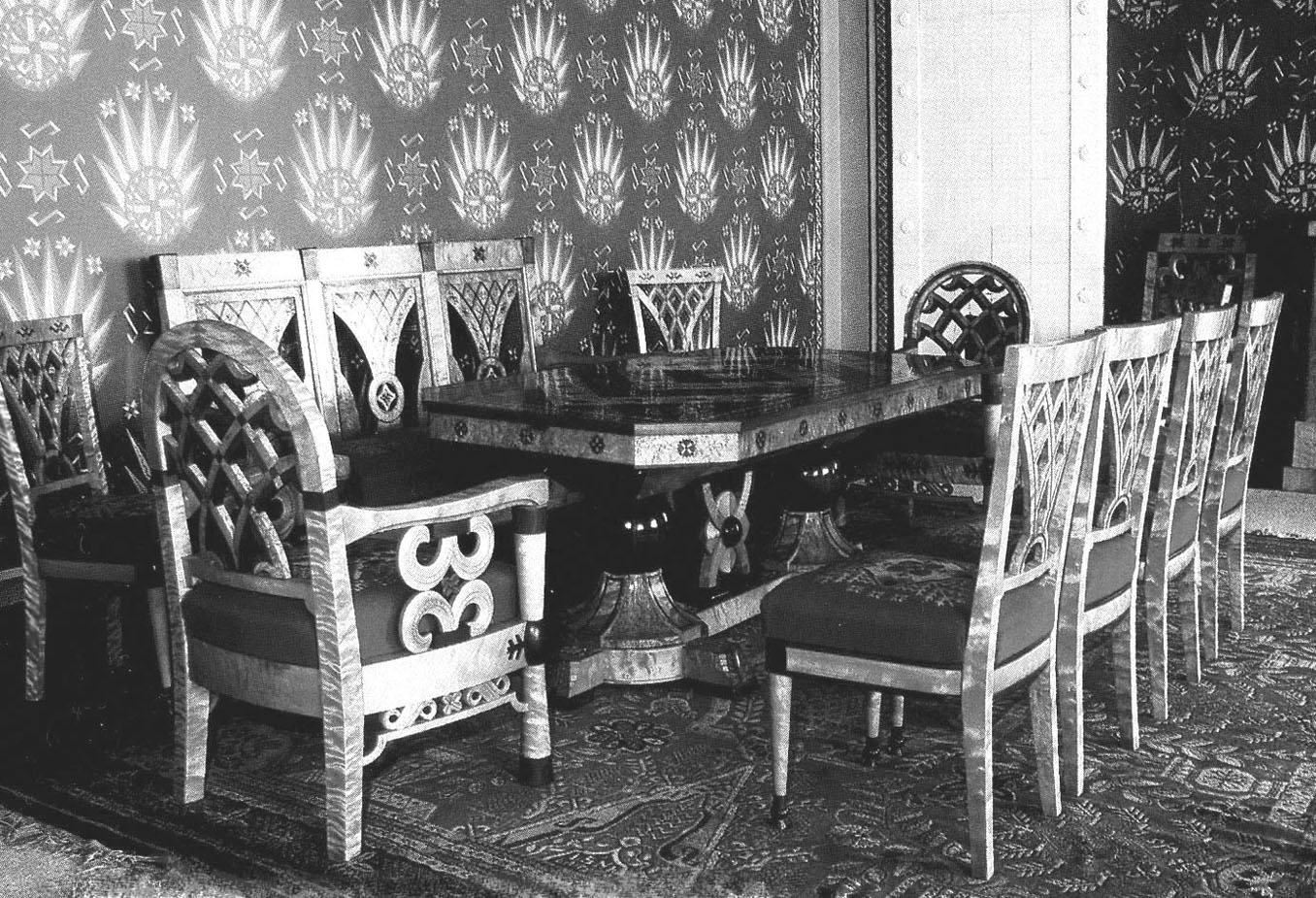
Зал аккредитации послов. Рижский замок (1923—1928). Автор проекта — А. Цирулис.
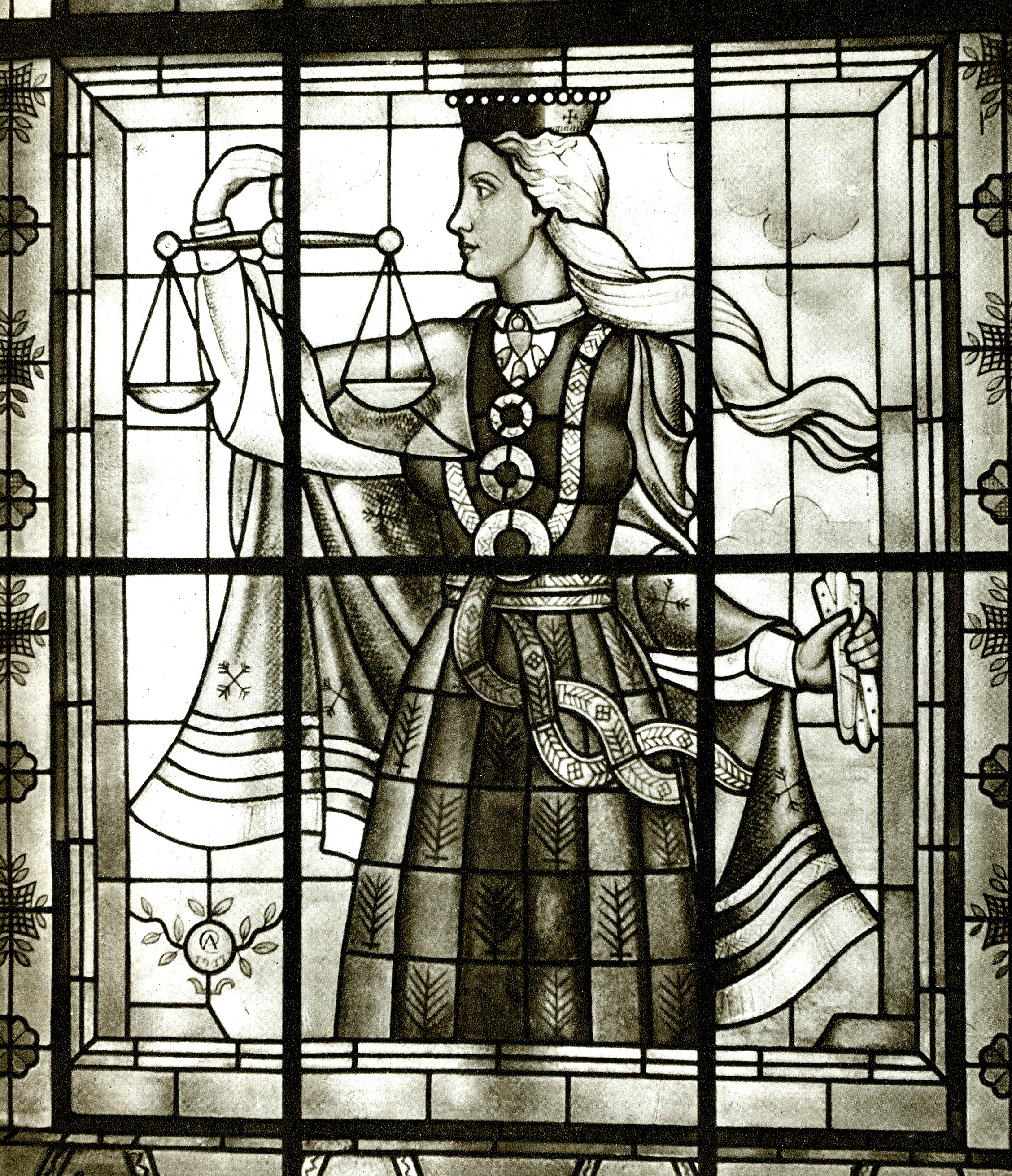
Витраж «Торговля» (фрагмент). Здание Большой гильдии. Художник — Ансис Цирулис

Работая над росписью зала аккредитации послов, Цирулис полюбил технику фрески. Он использовал любую возможность для работы в этом стиле — расписывал только что выстроенный концертный зал «Дзинтари» (три его работы находятся в холле концертного зала), гостиницу в Елгаве, стены санатория в Огре (в 1990-х годах роспись была найдена под слоем краски и отреставрирована).
А. Цирулис считается одним из выдающихся дизайнеров мебели своего времени. Его мебель отличалась простотой форм, скромной, но выразительной резьбой. В качестве материала он использовал дуб, берёзу. Увлёкшись изготовлением шаблонов для набивки тканей, придумал новое слово для обозначения этой техники в латышском языке — madarosana.
Своеобразный стилистический почерк Ансиса Цирулиса, ещё при жизни художника, стал для латышского общества того времени, символом национальной идентичности.

## Семья
В 1916 году Цирулис приезжал в Москву, на выставку латышского искусства в галерее Лемерсье, где экспонировалась, в том числе и его керамика. В Москве он познакомился с учительницей иностранных языков Софией Вайс. Через четыре года они поженились.
У Цирулисов было трое сыновей: Айвар (приёмный), Улдис и Ояр.
Младший сын Ояр умер вскоре после смерти отца от костного туберкулёза.
Улдис с матерью с 1944 года жили в лагере для перемещённых лиц в Германии, позже они получили разрешение на выезд в США.
Айвар был призван в Латышский легион, его подразделение базировалось в Померании. По окончании войны он попал в ГУЛАГ, потом работал на заводе ВЭФ, а в начале 1990-х годов — смотрителем в Музее декоративного искусства.